# Space Propulsion Test Facility di Perdasdefogu
Lo Space Propulsion Test Facility di Perdasdefogu (o SPTF di Perdasdefogu) è un banco di prova per motori a propellente liquido (LRE, Liquid rocket engines), annunciato verso l'inizio del 2020 da Avio, e inaugurato il 05/10/2021, realizzato a Perdasdefogu in Sardegna, all'interno del Poligono sperimentale e di addestramento interforze di Salto di Quirra.

## Attività
Il banco di prova è destinato all’esecuzione di test per lo sviluppo e la qualifica di motori a razzo alimentati a propellenti criogenici e affianca l’attività di ingegneria che viene già svolta nella sede di Villaputzu.
Attualmente, per questo genere di test sui motori a propellente liquido, Avio è costretta ad affidarsi ad altri centri di ricerca all'estero, come avvenuto per esempio nel caso del test sulla turbopompa motore Mira-D.
Essendo l'attività di Avio fino ad oggi concentrata sulla realizzazione di motori a propellente solido e, nel caso di motori a propellente liquido, limitata a componentistica, come le turbopompe, per aziende esterne, l'attuale situazione non ha mai determinato particolari esigenze tali da giustificare la realizzazione di un banco di prova dedicato e direttamente accessibile all'azienda; tuttavia, con l'avvio della fase di sviluppo di Vega-E, che prevede l'utilizzo dello stadio a propellente liquido M10, la possibilità di sfruttare un banco di prova aziendale dedicato permetterà una più flessibile, veloce ed agevole fase di progettazione e test.
Sempre per velocizzare lo sviluppo dei futuri motori basati , come il M10, su strutture in composito, nelle vicinanze del centro verrà realizzato un impianto per la fabbricazione di componenti in carbon-carbon.

## Realizzazione
Il banco di prova, la cui realizzazione è stata già ultimata,  collocata in un'area di 6,5 ha  interno del Poligono sperimentale e di addestramento interforze di Salto di Quirra.

## Risorse
Il banco di prova è finanziato da Avio in collaborazione con il Ministero dello sviluppo economico e la Regione Sardegna per un costo totale di 33 milioni di euro.
Nei primi tre anni di attività è previsto l’impiego di 21 persone che, a regime, raggiungeranno le 35 unità di personale altamente qualificato e specializzato quali ingegneri, chimici, informatici e tecnici.